# Тернопільський повіт (Польща)
Тернопільський повіт (пол. Powiat tarnopolski) — адміністративна одиниця Польщі — у складі Тернопільського воєводства, у 1920—1939 роках. Територія сучасного Тернопільського району Тернопільської області.

## Географія
Територія становила 1163 км². Населення — 129 721 осіб (1921 рік). 

## У складі Тернопільського воєводства
Тернопільський повіт розташовувався в центрі воєводства. Межував на північному заході зі Зборівським, на заході — Бережанським, на південному заході — Підгаєцьким, на півдні — Теребовлянським, на сході — Скалатським, на північному сході — Збаразьким повітами Тернопільського воєводства. Адміністративний центр — місто Тернопіль, населення якого становило 35 000 мешканців. Тернопіль був також і адміністративний центром воєводства, його найбільшим містом, культурним та економічним центром.

### Адміністративний поділ

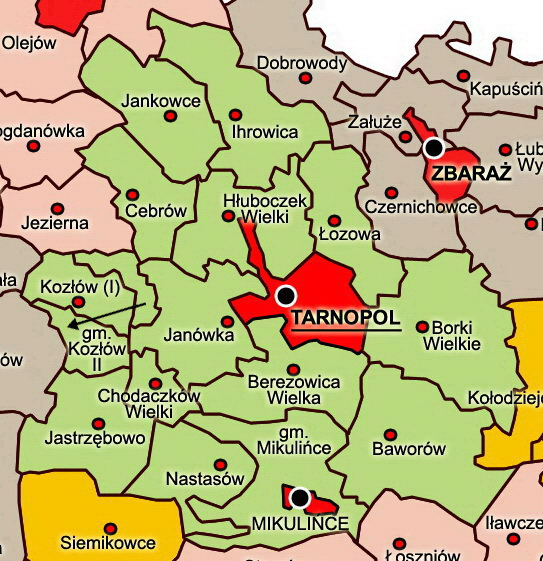
Адміністративна карта Тернопільського повіту. 1938

1 липня 1925 р. гміну (самоврядну громаду) Козлів вилучено з Бережанського повіту і включено до Тернопільського.
Розпорядженням міністра внутрішніх справ присілок Мар'янка 1 липня 1926 р. вилучено з сільської гміни (самоврядної громади) Купчинці і утворено самоврядну адміністративну гміну.
Розпорядженням Ради міністрів з вилучених частин сільських гмін (самоврядних громад) Багатківці Підгаєцького повіту і Ладичин Тернопільського повіту Тернопільського воєводства і 1 липня 1926 р. утворено самоврядну адміністративну гміну Веселівка та включено її до Тернопільського повіту.
Розпорядженням міністра внутрішніх справ частина села Купчинці Тернопільського повіту Тернопільського воєводства 1 квітня 1930 р. вилучена з сільської гміни (самоврядної громади) й утворено самостійну гміну Яструбове того ж повіту і воєводства.
15 червня 1934 р. села Городище, Дмухівці та Слобідка передані з Бережанського повіту до Тернопільського, а село Сущин з Тернопільського — до Теребовлянського.
Розпорядженням міністра внутрішніх справ Польщі від 26 липня 1934 «Про поділ Тернопільського повіту Тернопільського воєводства на сільські гміни» в повіті з 1 серпня  1934 дотогочасні ґміни об'єднані в 15 сільських ґмін.
Розпорядженням міністра внутрішніх справ 11 квітня 1937 р. вилучено з ґміни Великого Глибочка поселення Новий Світ і включене до громади міста Тернополя.

#### Міста (Міські ґміни)
1. м. Тернопіль
2. м. Микулинці

#### Сільські ґміни
Кількість:
1920—1925 рр. — 81
1925—1926 рр. — 82
1926—1930 рр. — 84
1930—1934 рр. — 85
1934 р. — 87
1934—1939 рр. — 15
| Об'єднані сільські ґміни 1934 року  | Об'єднані сільські ґміни 1934 року  | Старі сільські ґміни | Кількість |
| ----------------------------------- | ----------------------------------- | --- | --------- |
| 1                                   | Ґміна Баворув                       | Баворув (Баворів), Бялоскурка (Білоскірка), Грабовєц (Грабовець), Застав'є, Засцянка (Застінка), Кип'ячка, Козьовка (Козівка), Прошова, Скоморохи, Смолянка, Товстолуг | 11        |
| 2                                   | Ґміна Березовіца Велька             | Березовіца Велька (Велика Березовиця), Буцнюв (Буцнів), Острув (Острів), Пєтрикув (Петриків) | 4         |
| 3                                   | Ґміна Боркі Вельке                  | Боркі Вельке (Великі Бірки), Дичкув (Дичків), Константинувка (Костянтинівка), Красувка (Красівка), Ходачкув Мали (Малий Ходачків), Романувка (Романівка), Смиковце (Смиківці), Ступки, Чернелюв Мазовєцкі (Чернелів-Мазовецький), Чернелюв Рускі (Чернелів-Руський), Чолганщина (Човганщина) | 11        |
| 4                                   | Ґміна Глубочек Вельки               | Бяла (Біла), Глубочек Вельки (Великий Глибочок), Плотич (Плотича), Пронятин, Чистилув (Чистилів) | 5         |
| 5                                   | Ґміна Ігровиця                      | Дітковце (Дітківці), Дубовце (Дубівці), Івачув Горни (Івачів Горішній), Івачув Дольни (Івачів Долішній), Ігровиця, Мшанєц (Мшанець), Янковце (Янківці) (частина), Обажанце (Обаринці) (частина)                                                                                              | 6         |
| 6                                   | Ґміна Козлув I                      | Козлів (Козлув) (з 01.07.1925) | 1         |
| 7                                   | Ґміна Козлув II                     | Дмухавєц (Дмухівці) (з 15.06.1934), Домаморич, Покропивна, Слобудка (Слобідка) (з 15.06.1934) | 4         |
| 8                                   | Ґміна Лозова                        | Байковце (Байківці), Курнікі Шляхцинєцкє (Курники), Лозова, Русянувка (Русанівка), Стехніковце (Стегниківці), Шляхцинце (Шляхтинці) | 6         |
| 9                                   | Ґміна Микулінце                     | Воля Мазовецька, Конопкувка (Конопківка), Кживкі (Кривки), Людвикувка (Людвиківка), Ладичин, Лука Велька (Велика Лука), Лучка, Мишковіце (Мишковичі), Чарторія (Чортория) | 9         |
| 10                                  | Ґміна Настасув                      | Вєсолувка (Веселівка) (з 01.07.1926), Маріянка (з 01.07.1926), Настасув (Настасів), Йозефувка (Юзефівка) | 4         |
| 11                                  | Ґміна Ходачкув Вельки               | Ходачкув Вельки (Великий Ходачків) | 1         |
| 12                                  | Ґміна Цебрув                        | Воробіївка, Єсиповєц (Йосипівка), Кокутковце (Кокутківці), Куровце (Курівці), Серединце (Серединці), Цебрув (Цебрів) | 6         |
| 13                                  | Ґміна Янувка                        | Должанка (Довжанка), Драганувка (Драганівка), Забойки, Кутковце (Кутківці), Почапінце (Почапинці), Янувка (Янівка) | 6         |
| 14                                  | Ґміна Янковце                       | Глядки, Городище, Зарудзє (Заруддя), Малашовце (Малашівці), Носовце (Носівці), Обажанце (Обаринці) (частина), Плєсковце (Плесківці), Янковце (Янківці) (частина), Чєрнєхув (Чернихів) | 9         |
| 15                                  | Ґміна Ястрембово                    | Городище (з 15.06.1934), Дєнісув (Денисів), Купцинце (Купчинці), Ястрембово (Яструбове) (з 01.04.1930) | 4         |
| передано до Теребовлянського повіту | передано до Теребовлянського повіту | Сущин (до 15.06.1934) | 1         |

* Виділено містечка, що були у складі сільських ґмін та не мали міських прав.

### Населення
У 1907 році українці-грекокатолики становили 55 % населення повіту.
У 1939 році в повіті проживало 150 240 мешканців (74 940 українців-грекокатолики — 49,88 %, 1 260 польськомовних українців — 0,84 %, 26 325 українців-латинників — 17,52 %, 25 800 поляків — 17,17 %, 3 230 польських колоністів міжвоєнного періоду — 2,15 %, 18 395 євреїв — 12,24 % і 290 німців та інших національностей — 0,19 %).
Публіковані польським урядом цифри про національний склад повіту за результатами перепису 1931 року (з 142 220 населення ніби-то було аж 93 874 (66,01 %) поляків при 42 374 (29,79 %) українців, 5 836 (4,1 %) євреїв і 34 (0,02 %) німців) суперечать даним, отриманим від місцевих жителів (див. вище) та пропорціям за допольськими (австрійськими) та післяпольськими (радянським 1940 і німецьким 1943) переписами.

## У складі СРСР
18 вересня 1939 року більшовицькі війська повністю зайняли територію повіту.
27 листопада 1939 р. повіт включено до новоутвореної Тернопільської області.
17 січня 1940 р. повіт ліквідовано в результаті поділу території на Козлівський, Микулинецький, Великоборківський і Великоглибочецький райони.